# Alberto Del Río
José Alberto Rodríguez Chucuan (Ciudad Valles, San Luis Potosí, 25 de mayo de 1977) es un luchador profesional y artista marcial mixto mexicano. Es conocido por haber trabajado para empresas como WWE, Lucha Libre AAA Worldwide (AAA), y Total Nonstop Action Wrestling (TNA), presentándose con los nombres de Alberto Del Río y Alberto El Patrón.
Antes de trabajar en los Estados Unidos, Rodríguez tuvo éxito en las dos promociones más importantes de México como «Dos Caras, Jr.», Asistencia Asesoría y Administración (AAA) y el Consejo Mundial de Lucha Libre (CMLL).
Rodríguez es nueve veces Campeón Mundial tras haber obtenido una vez el Campeonato Mundial de Peso Completo del CMLL, dos veces el Campeonato de WWE, dos veces el Campeonato Mundial Peso Pesado, dos veces el Megacampeonato de AAA, una vez el Campeonato Global de la GFW y una vez Campeón Mundial Unificado Peso Pesado de la GFW. Adicionalmente, ha conseguido dos veces el Campeonato de los Estados Unidos de WWE. 
Otros logros incluyen el haber sido ganador de la vigesimocuarta edición del Royal Rumble y el ganador del Raw Money in the Bank de 2011, siendo el único luchador que consiguió estos logros en un mismo año. Hasta la fecha, es el único luchador mexicano en ganar el Royal Rumble y obtener ambos campeonatos mundiales de WWE. Rodríguez, además, fue campeón de la Copa Mundial de Lucha Libre en su primera versión.
Rodríguez es considerado como una leyenda de la lucha libre profesional, y a menudo se le cita como el luchador mexicano con mayor exitoso en promociones extranjeras desde su tío Mil Máscaras, quien tuvo una exitosa carrera en Japón durante los años 1970.

## Primeros años
Rodríguez nació el 25 de mayo de 1977 en la ciudad de San Luis Potosí, México. Pertenece a una legendaria familia de luchadores, siendo hijo de Dos Caras, sobrino de Mil Máscaras y primo de Sicodélico Jr. e Hijo del Sicodélico. Su hermano menor, Guillermo, firmó un contrato con WWE en agosto de 2012, aunque no tuvo la misma suerte que él al ser liberado en julio del año siguiente debido a lesiones constantes.
Rodríguez estudió en la Universidad Autónoma de San Luis Potosí Zona Huasteca, de donde se graduó en arquitectura.
Empezó a practicar lucha grecorromana, siendo entrenado por Leonel Kolesni y Juan Fernández. Tuvo un lugar en el equipo nacional mexicano de lucha grecorromana, obteniendo varios campeonatos durante este período. En 1997, quedó en tercer puesto en los Campeonatos Mundiales Júnior, en la República Checa. También ganó los Juegos Centroamericanos y del Caribe en su división de peso en tres ocasiones y, además, ganó una medalla en los Juegos Panamericanos. Rodríguez fue seleccionado para competir en los Juegos Olímpicos de Sídney 2000, pero no pudo asistir debido a que México no envió al equipo de lucha.

## Carrera como luchador profesional

### Asistencia Asesoría y Administración (2000–2002)
Después de no competir en los Juegos Olímpicos de 2000, Rodríguez se dirigió a la empresa familiar, y se entrenó con su padre para convertirse en un luchador profesional. Hizo su debut el 9 de mayo de 2000 en la Asistencia Asesoría y Administración (AAA), donde salió a ayudar a su padre de una paliza que le propinaban El Texano, Pirata Morgan y Espectro Jr. Luego, hizo su debut en el ring bajo el nombre de Dos Caras, Jr. el 16 de septiembre de 2000, derrotando junto a Sangre Chicana, El Alebrije & La Parka a Los Consagrados (El Texano, Pirata Morgan, Espectro Jr. & El Cobarde) en el evento Verano de Escándalo. Después de su debut, Rodríguez viajó a Japón para competir, haciendo su debut en Japón el 11 de octubre, derrotando junto a su padre a El Azteca & Chiba. Júnior continuó enemistad en AAA con Los Consagrados, haciendo equipo con Octagon, La Parka y Hong Kong Lee, derrotando a Los Consagrados por descalificación. Durante el próximo par de años Dos Caras Jr. continuó trabajando tanto en México como en Japón para adquirir experiencia en el ring. En México trabajó en exclusiva para AAA haciendo apariciones en series como el Verano de Escándalo de 2002, donde se unió a Gronda y El Hijo del Solitario para derrotar al trío de Pirata Morgan, Sangre Chicana y El Brazo.

### Consejo Mundial de Lucha Libre (2005–2008)

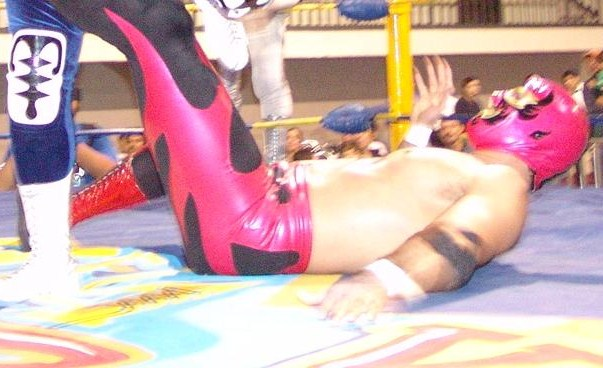
Del Río durante una lucha como Dos Caras Jr., c. 2005.

En 2005, Rodríguez firmó un contrato con el Consejo Mundial de Lucha Libre (CMLL). En su primera prueba en la empresa, Dos Caras Jr. compitió en La Copa Júnior 2005, pero fue derrotado en la semifinal por Dr Wagner, Jr. por el avance a la semifinal de la copa, solamente meses después de firmar con la empresa, lo que fue un indicador de que los corredores de apuestas se interesaron por él, elevándolo en la clasificación, esto fue corroborado cuando recibió los partidos, tanto para el CMLL Campeonato Mundial Peso Pesado y el CMLL World Light Heavyweight Championship dentro de un período de tres semanas. El año siguiente, el 31 de marzo de 2006 Dos Caras Jr. entró de nuevo en el torneo de la Copa Júnior y obtuvo una victoria de retorno sobre el Dr. Wager, Jr., quien lo dejó fuera del torneo el año anterior. También le ganó a Heavy Metal y Apolo Dantés para ganar un lugar en la final, derrotando a Héctor Garza para ganar el premio. Mientras trabajaba en Japón, Caras ha adoptado para hacer equipo con otro luchador de segunda generación, Lizmark Jr., y cuando ambos se encontraron en el CMLL que se unieron una vez más con padres famosos del equipo es el punto de venta. Sin embargo, Caras para el próximo año se encontró sin dirección, trabajó historias con Último Guerrero y Kenzo Suzuki, pero a largo plazo no ha sido así. Caras recibió dos oportunidades para desafiar Universo 2000 por el título Mundial de peso pesado CMLL, pero se quedó corto hasta su tercer intento, el 8 de julio de 2007, cuando se convirtió en el Campeonato Mundial de Peso Completo del CMLL. Mientras que en las promociones de lucha libre fuera de México el título de peso pesado que indican que él era el hombre superior de la federación, las promociones de lucha libre mexicana tienden a poner más énfasis en las divisiones de menor peso que en los pesos pesados.
Caras de ejecución con el campeonato Mundial de Peso Pesado CMLL se mantuvo en gran parte sin incidentes, con solamente cuatro defensas del título en los 533 días que se celebró el campeonato. Después de la defensa contra Lizmark Jr. y el excampeón del Universo 2000, sería de 9 meses antes de su próxima defensa. En el otoño de 2008 estalló una historia que Rodríguez había luchado un dark match de la World Wrestling Entertainment (WWE) y que le había ofrecido un contrato. En los meses siguientes informes contradictorios de si había firmado o no se levantó, pero permaneció como campeón mundial del CMLL. Cuando perdió el título ante Último Guerrero, se creía que había firmado con WWE. Sin embargo, Rodríguez se quedó con CMLL y dijo que firmó un contrato de cuatro años y eligió dicha empresa, ya que le ofreció un mejor trato que WWE. Sin embargo, después de su acuerdo con WWE comenzó a mostrar signos de heel (rudo), iniciando un feudo con Shocker.

### World Wrestling Entertainment / WWE (2008–2014)

#### Florida Championship Wrestling (2008–2010)
En 2008, Dos Caras empezó a tener conversaciones con la World Wrestling Entertainment (WWE). El 1 de julio de 2008 hizo una aparición en un dark match de SmackDown, donde perdió con Snitsky. Luego de su combate, Vince McMahon le ofreció un contrato, pero lo rechazó ya que querían enviarlo a la Florida Championship Wrestling (FCW) a aprender el «estilo americano» de lucha, por lo que declinó la oferta.

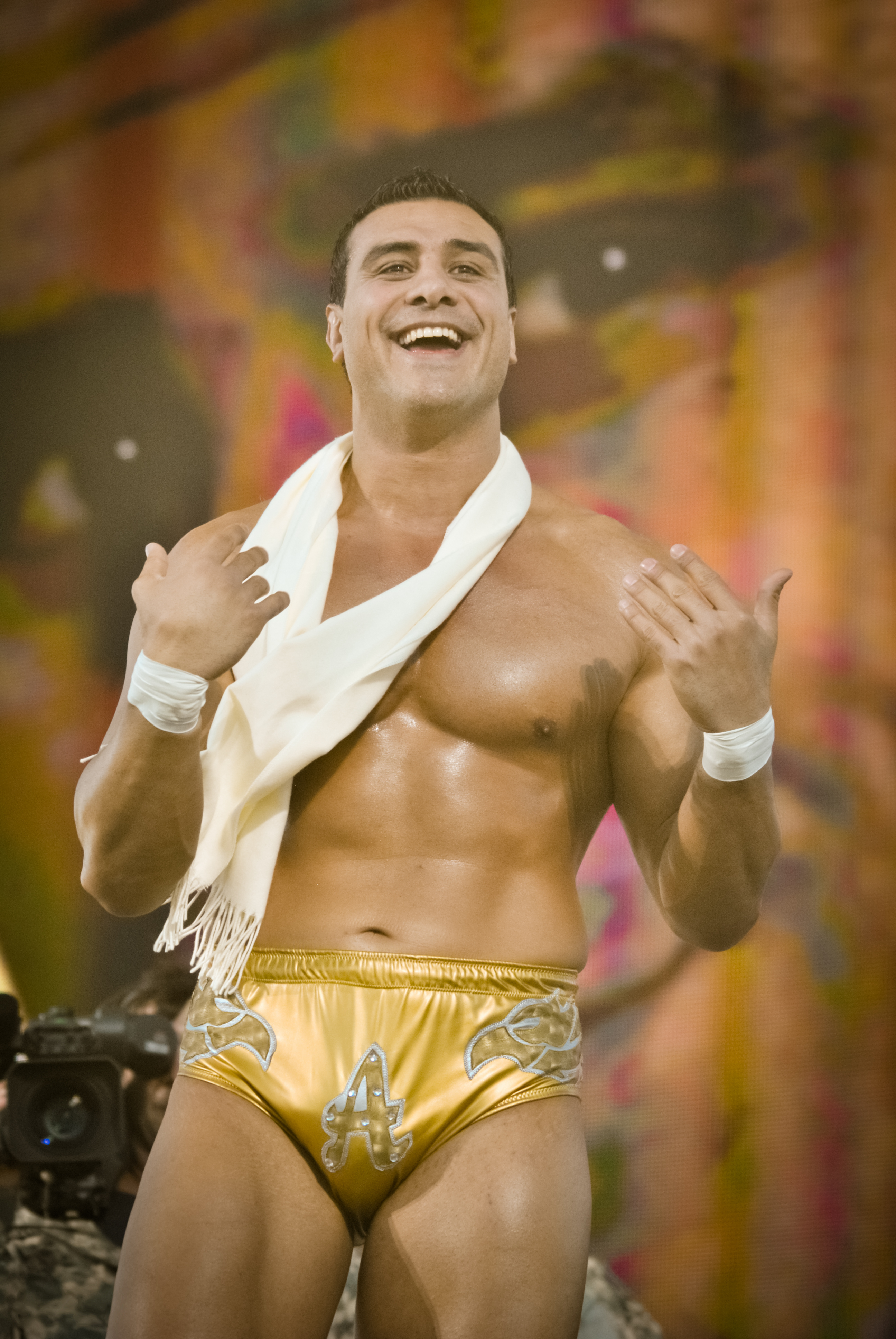
Del Río en el Tribute to the Troops 2010.

Sin embargo, el 1 de agosto de 2008, Dos Caras anunció que firmó un contrato con WWE, esperando a ser asignado a una de sus marcas en el corto plazo. Sin embargo, a principios de 2009 dio a conocer que renovó su contrato con CMLL dado por finalizado que se quedaría en México. A pesar de todo, el 17 de junio de 2009, Dos Caras Jr. aceptó un nuevo contrato por parte de WWE, debutando en la FCW el 9 de julio de 2009 bajo el nombre de Dos, perdiendo frente a Kris Logan. El 17 de junio luchó haciendo equipo con El Sicodélico para derrotar a Vance Archer & Kristof Hertzog, siendo esta su primera lucha en equipo desde que firmaron con WWE. Ambos siguieron luchando como pareja hasta el despido de Sicodélico, tras el cual empezó a luchar sin máscara bajo el nombre de Alberto Banderas.
El 7 de abril de 2010 hizo su debut en Raw como heel en un house show en Viena, Austria perdiendo ante Christian, luchando sin máscara bajo el nombre de Dos Caras. Durante las siguientes semanas durante el tour en el Reino Unido, siguió luchando desenmascarado bajo ese nombre, luchando contra Evan Bourne o William Regal. Luego peleó durante la gira de WWE por México contra luchadores como Regal y Chavo Guerrero, esta vez enmascarado y como face. Tras esto, luchó en varios dark matches de NXT, Superstars y Raw desenmascarado, perdiendo ante luchadores como Kane o Goldust.

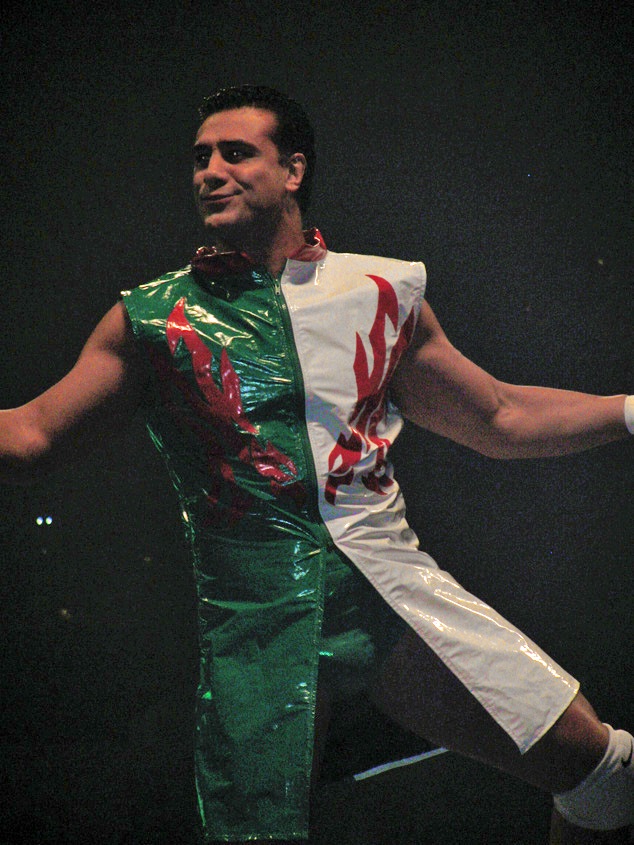
Alberto Del Rio en una gira de SmackDown por Australia, antes de su debut.

#### Primeros feudos (2010–2011)
A pesar de trabajar en House Shows de Raw, el 25 de junio apareció en SmackDown su vídeo de presentación, anunciándose como Alberto Del Rio. Tras varios videos presentándose a sí mismo, debutó el 20 de agosto de 2010 en SmackDown como heel, derrotando a Rey Mysterio esa misma noche. Tras esto, inició un feudo con Mysterio, a quien atacó la semana siguiente dejándolo lesionado (kayfabe). Las semanas siguiente tuvo otras luchas, derrotando al luchador local Carlos Sánchez, al igual que a Matt Hardy. A causa de su ataque a Mysterio, empezó un feudo con su amigo, Christian, cuando este interrumpió la fiesta de Del Río, al cual también lesionó (kayfabe). Sin embargo, reinició su feudo con Rey Mysterio cuando le atacó el 1 de octubre y fue derrotado por éste el 8 de octubre, perdiendo así su invicto. En el siguiente SmackDown, se clasificó para el Team SmackDown en Bragging Rights al derrotar a Chris Masters. Semanas siguientes derrotó a John Morrison en una lucha individual de marca contra marca. En el evento Bragging Right, el Team SmackDown (Big Show, Rey Mysterio, Jack Swagger, Edge, Alberto Del Rio, Tyler Reks & Kofi Kingston) derrotó al Team Raw (The Miz, Santino Marella, R-Truth, John Morrison, Sheamus, CM Punk & Ezekiel Jackson). Sin embargo, durante la lucha, atacó a Mysterio después de ser eliminado por Punk. Semanas después derrotó a Kofi Kingston en una lucha individual. En Survivor Series, el Team Mysterio (Rey Mysterio, Kofi Kingston, Montel Vontavious Porter, Chris Masters & Big Show) derrotó al Team Del Río (Alberto Del Rio, Jack Swagger, Tyler Reks, Cody Rhodes & Drew McIntyre), abandonando a su equipo durante la lucha luego de recibir un KO Punch de Big Show que le dejó semiinconsciente. Tras esto, derrotó a Show por cuenta de fuera, clasificándose para el torneo King of the Ring. El 29 de noviembre derrotó a Daniel Bryan en la primera ronda del torneo, pero perdió en la segunda ante John Morrison por una distracción de Mysterio, en venganza por su eliminación frente a Cody Rhodes que Del Río había causado. En TLC: Tables, Ladders and Chairs, participó en una lucha por el Campeonato Mundial Peso Pesado de WWE contra Kane, Mysterio y Edge en un Tables, Ladders & Chairs match, pero no logró ganar ya que Edge retuvo el título tras descolgarlo desde lo alto del recinto. El 7 de enero de 2011 en Raw, Del Río derrotó a Rey Mysterio en un 2-out of 3 Falls match, terminando así su larga rivalidad.
El 30 de enero de 2011, consiguió un triunfo histórico en la vigésimacuarta edición del Royal Rumble match, la cual obtuvo tras eliminar a Randy Orton y Santino Marella. Como resultado de esta victoria, eligió al Campeón Mundial Peso Pesado Edge como su rival en WrestleMania XXVII, iniciando un feudo con él. Paralelamente, entró en un feudo con Kofi Kingston el cual finalizó en un combate entre ambos en Elimination Chamber, que Del Río ganó. En ese mismo evento, minutos después, atacó a Edge tras su combate, pero Christian (quien retornaba de la lesión que Del Río le provocó el año anterior) acudió a defenderlo. Durante los programas de SmackDown anteriores a WrestleMania XXVII, Del Río intensificó su rivalidad con Edge, culminando en la lucha titular en dicho evento, donde fracasó a raíz de una interferencia de Christian. El 5 de abril en SmackDown derrotó a Christian, obteniendo una nueva oportunidad frente a Edge, esta vez en Extreme Rules. Sin embargo, debido al retiro de Edge, Del Río debió enfrentarse a Christian en un Ladder match por el título vacante, pero nuevamente falló en su intento por obtener el cinturón. Durante este periodo, fue traspasado a la marca Raw como consecuencia del Draft. 

#### Campeón de WWE (2011–2012)

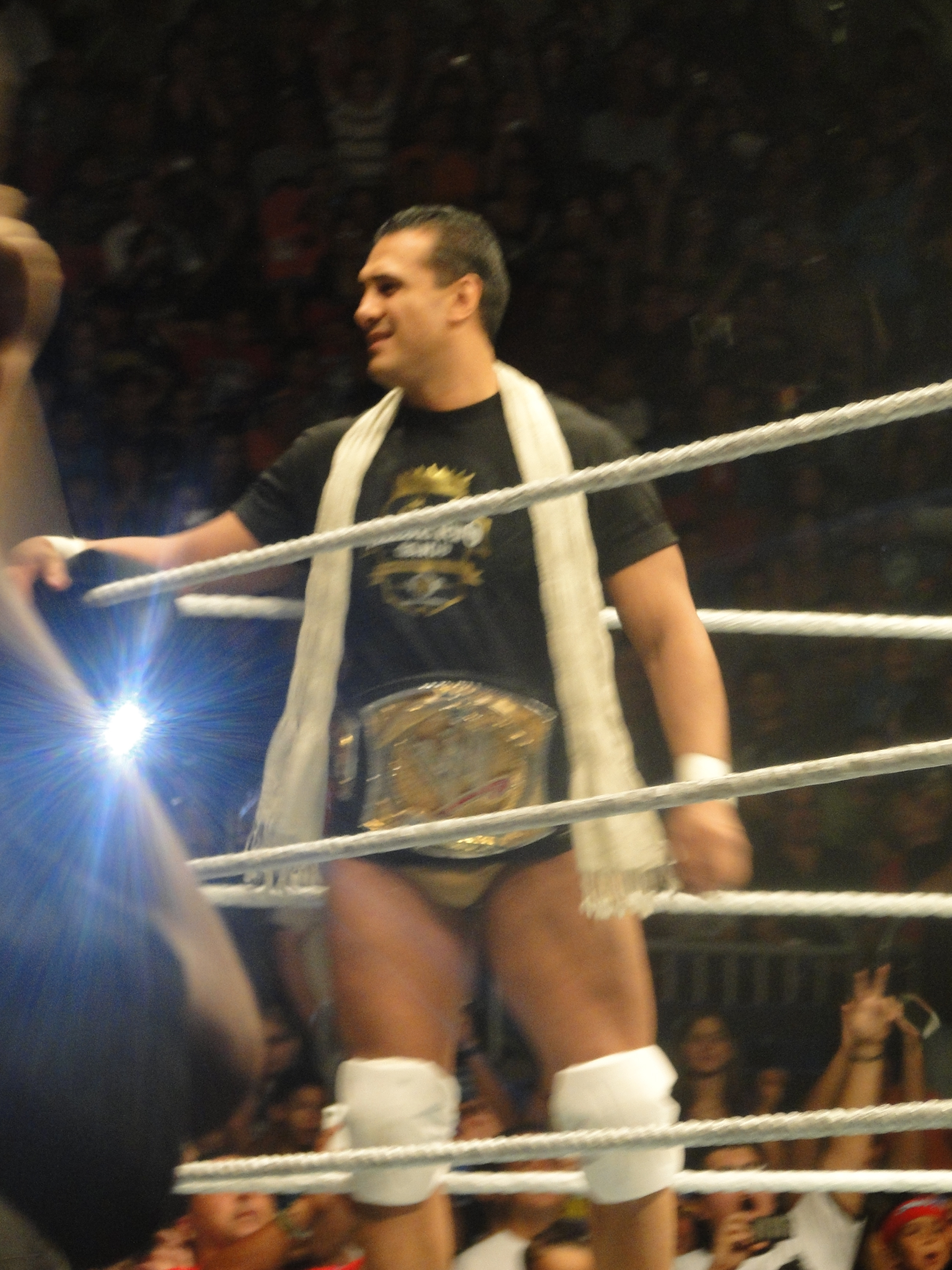
Del Río durante su primer reinado como Campeón de la WWE.

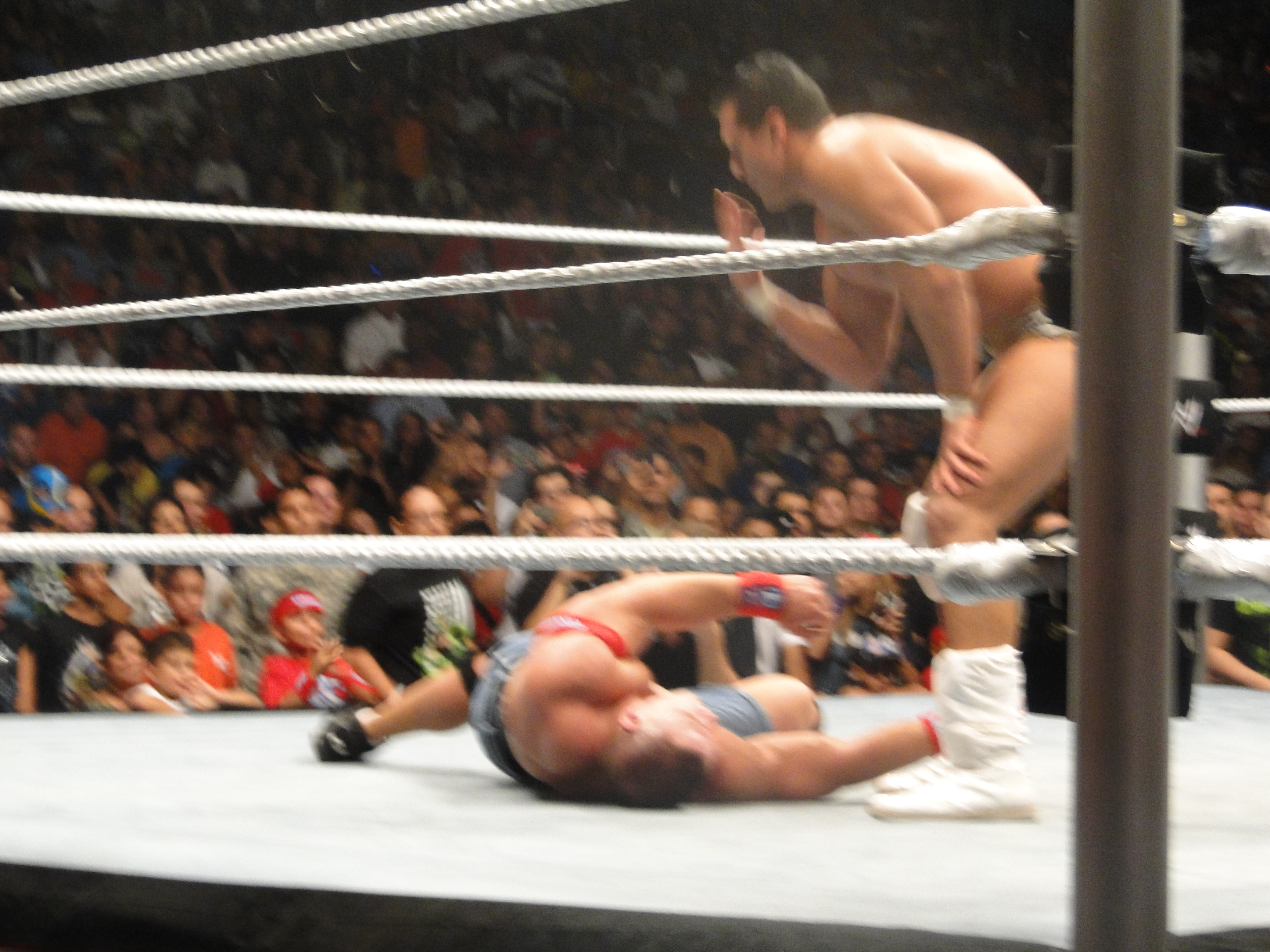
Del Río en su feudo con John Cena en septiembre de 2011.

En su nueva marca, empezó un feudo con Big Show cuando le insultó a él y a Kane por haber perdido el Campeonato en Parejas, dándole un bofetón a Show, por lo que lo persiguió hasta que fue atropellado por su ayudante, Ricardo Rodríguez, lesionándolo en la pierna (kayfabe). Después de tres semanas de insultarlo, Show regresó en el episodio del 13 de junio de Raw después del combate entre Del Río y Kane, donde lo atacó a él y a Rodríguez. Ese mismo día, Steve Austin, quien era el anfitrión de la marca, anunció que se enfrentarían en Capitol Punishment. El 19 de junio en el evento, Del Rio derrotó a Show mediante la detención del árbitro, cuando éste no pudo continuar el combate debido a un ataque por parte de Mark Henry. En el episodio del 27 de junio de Raw, Del Rio derrotó a Big Show en una lucha en jaula de acero, nuevamente después de la interferencia de Henry, concluyendo su rivalidad.
En Money in the Bank el 17 de julio, participó en el RAW Money in the Bank Ladder match, ganando el maletín y una oportunidad por el Campeonato de WWE, siendo la segunda persona en ganar un Royal Rumble y un Money in the Bank (después de su antiguo rival, Edge) y el primero en lograrlo el mismo año. Más tarde en ese mismo evento, Mr. McMahon le mandó usar el maletín contra el nuevo Campeón de WWE CM Punk, pero fue noqueado por él antes de poder usarlo. Debido a que Kofi Kingston le eliminara del torneo para coronar al nuevo Campeón de WWE, ambos se enfrentaron en SummerSlam, donde junto a The Miz & R-Truth fueron derrotados por Kingston, Rey Mysterio & John Morrison. A pesar de su derrota, Del Río hizo historia al convertirse en el primer luchador nacido en México que gana el Campeonato de WWE, tras canjear el maletín y arrebatar el título al recién coronado CM Punk (que fue atacado sorpresivamente por Kevin Nash) que le daba su primer título mundial en la empresa. Al día siguiente en Raw, defendió su campeonato contra Mysterio llevándose la victoria, aunque luego del combate continuó atacándole pero Mysterio fue salvado por John Cena empezando ambos un feudo. En Night of Champions el 18 de septiembre, perdió el título ante Cena tras ser forzado a rendirse con el STF. Sin embargo, lo recuperó dos semanas más tarde el 2 de octubre en Hell in a Cell en un Hell in a Cell match en el que participaron Cena y Punk. Finalmente, derrotó a Cena el 23 de octubre en el evento Vengeance en un Last Man Standing match gracias a la interferencia de The Awesome Truth, finalizando su feudo. Tras esto, reanudó su rivalidad con Punk después de que dijera que Alberto no podía derrotarlo y pidiera una oportunidad por el título en Survivor Series, a la cual Alberto se negó. Sin embargo, terminó aceptando cuando Punk le aplicó su llave de sumisión, Anaconde Vise. En el evento llevado a cabo el 20 de noviembre en el Madison Square Garden, fue derrotado por Punk, perdiendo así el título. Tuvo su revancha al día siguiente en Raw, pero fue derrotado de nuevo. Después, volvió a ganar una oportunidad por el título en TLC en un Triple Threat match con Punk y The Miz. En el evento, fue derrotado por CM Punk no pudiendo conseguir el cinturón. El 19 de diciembre de 2011 en Raw, Del Río sufrió un pequeño desgarro en la ingle que le mantendrá inactivo de cuatro a seis semanas.

#### Campeón Mundial Peso Pesado (2012–2013)

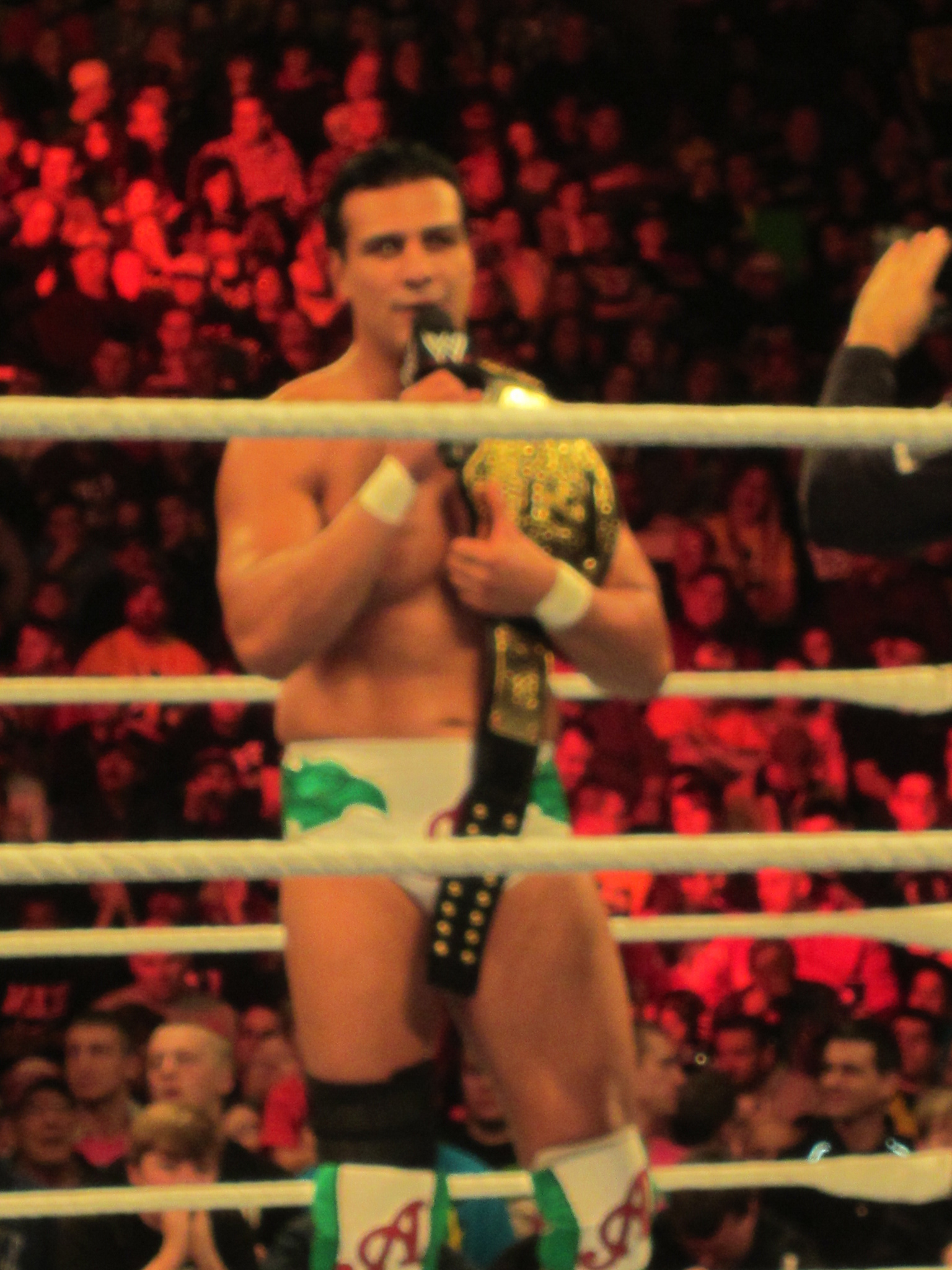
Tras cambiar a face en 2012, Del Río ganó el Campeonato Mundial Peso Pesado.

Tras su período de inactividad por lesión, apareció de nuevo en Elimination Chamber el 19 de febrero de 2012, uniéndose a Mark Henry y Christian en su petición a John Laurinaitis para que fuera General Mánager tanto de Raw como de SmackDown. Hizo su regreso oficial en el RAW SuperShow del 2 de abril interrumpiendo al nuevo Campeón Mundial Peso Pesado Sheamus diciendo que sería el nuevo retador por su título si ganaba en un combate contra él mismo en el siguiente SmackDown, pero después de su discurso recibió una Brogue Kick de Sheamus. En el siguiente SmackDown se enfrentó a Sheamus, combate que ganó por descalificación luego de que el árbitro viera a Sheamus con una silla que le lanzó Ricardo Rodríguez, creyendo que Del Río había sido golpeado por Sheamus. Como consecuencia, Del Río obtuvo una oportunidad titular. En Over the Limit el 20 de mayo, se enfrentó a Sheamus, Chris Jericho y Randy Orton por el Campeonato Mundial Peso Pesado, pero el combate fue ganado por Sheamus. En el episodio del 25 de mayo de SmackDown, derrotó a Orton y Kane ganando una oportunidad titular en No Way Out contra Sheamus, pero WWE anunció que quedaría fuera del evento al sufrir una lesión legitima tras luchar contra The Great Khali. Hizo su regreso el 18 de junio en Raw, derrotando con facilidad al Campeón de los Estados Unidos, Santino Marella, en un combate no titular. Luego, reanudó su feudo con Sheamus, obteniendo una oportunidad titular en Money in the Bank el 15 de julio, donde fue derrotado después de una Brogue Kick. En el episodio del 27 de julio de SmackDown, derrotó a Daniel Bryan, Kane y Rey Mysterio en una Fatal 4 Way match para volver a convertirse en el contendiente número uno al título de Sheamus en SummerSlam. No obstante, la lucha se trasladó al episodio del 10 de agosto de SmackDown, después de que Del Rio amenazó con presentar cargos contra Sheamus por robar su auto días antes en Raw, lo que habría impedido que Sheamus apareciera en SummerSlam. Sin embargo, antes de que comenzara la contienda, Del Río atacó a Sheamus junto con hombres que se hacían pasar por agentes de policía, lo que llevó al Gerente General de SmackDown, Booker T, a quitarse su oportunidad titular. Pero la semana siguiente, Sheamus hizo que la pelea por el título volviera a realizarse para SummerSlam el 19 de agosto, donde Del Río nuevamente falló en otro intento de destronarlo después de que el árbitro no notó que su pie (de Del Río) estaba en la cuerda inferior. Tras derrotar a Randy Orton en el episodio del 24 de agosto, consiguió una nueva oportunidad por el título e intentó, con ayuda del abogado David Otunga, prohibir la Brogue Kick de Sheamus bajo el argumento de que era un ataque demasiado peligroso como para usarlo en WWE, siendo prohibido por Booker T. Sin embargo, el 16 de septiembre en Night of Champions, Booker T dijo que la investigación sobre el movimiento había concluido y que no era peligroso, por lo que Sheamus pudo usarlo, siendo Del Río derrotado por cuarta vez, terminando el feudo.
Poco después tuvo un feudo con Orton tras atacarlo en SmackDown y haciéndose llamar el nuevo «Apex Predator», pero el 28 de octubre en Hell in a Cell fue derrotado. En el SmackDown en vivo desde Inglaterra, volvió a ser derrotado por Orton, esta vez en un Falls Count Anywhere match. La rivalidad entre ambos siguió rumbo a Survivor Series el 18 de noviembre, donde Del Río formaba parte del Team Ziggler y enfrentaba al Team Foley, consiguiendo eliminar a Daniel Bryan y a The Miz, pero fue eliminado por Orton; aun así el equipo liderado por Dolph Ziggler ganó la lucha. En el siguiente Raw, se enfrentó por tercera vez a Orton, en un Two out of Tree Falls match, siendo derrotado y terminando su rivalidad. 
Del Río apareció en el último PPV de 2012, WWE TLC: Tables, Ladders & Chairs, para rescatar a Ricardo Rodríguez cuando era atacado por Drew McIntyre, Jinder Mahal y Heath Slater de 3MB, a quienes derrotó esa misma noche haciendo pareja con The Miz y The Brooklyn Brawler, empezando un cambio a face. En el especial de Navidad, atropelló a Santa Claus al momento de que entregaba regalos a la múltitud, extrañamente volviéndose heel solo por esa noche, y luchó contra John Cena luego de que le recriminara por el incidente. En el episodio del 28 de diciembre de SmackDown, obtuvo una lucha por el Campeonato Mundial Peso Pesado contra Big Show ganando la lucha por descalificación luego de que Show escapara y Sheamus lo atacara, y en el episodio del 31 de diciembre de Raw, su feudo con Show se haría vigente cuando lo atacó para proteger a Ricardo Rodríguez. El 11 de enero de 2013 en SmackDown, Del Río derrotó a Big Show en un Last Man Standing match ganando por primera vez el Campeonato Mundial Peso Pesado, al mismo tiempo que su tercer campeonato mundial en WWE. Aquí se haría oficial el estatus como face de Del Río, y dicho cambio se ejecutó debido a la falta de luchadores técnicos y a un nuevo personaje de «superhéroe latino». Retuvo el título tras derrotar a Big Show en otro Last Man Standing match el 27 de enero en el evento Royal Rumble después de que Ricardo Rodríguez pegara con cinta adhesiva las piernas de Show a las cuerdas. Finalmente, en Elimination Chamber, derrotó a Show por sumisión, reteniendo nuevamente el título. Del Río luego comenzó una disputa con Jack Swagger, quien en Elimination Chamber había ganado una oportunidad titular al título y junto a Zeb Colter, iniciaron una polémica campaña en contra de los inmigrantes. La rivalidad se intensificó en el episodio del 18 de marzo de Raw, cuando Swagger le rompió el tobillo con el Patriot Lock, incluso derrotó a Colter por descalificación después de lo golpeara con la muleta de Ricardo en el episodio del 1 de abril. El 7 de abril en WrestleMania 29, Del Río venció a Swagger tras aplicar el cross armbreaker para retener éxitosamente el título. En el Raw siguiente, se llevó otra victoria sobre Swagger (esta vez en un 2 on 1 Handicap match con Colter involucrado), aunque minutos más tarde, perdió su título ante un Dolph Ziggler que canjeaba su maletín del Money in the Bank, iniciando un feudo con Ziggler. En el episodio del 29 de abril de Raw, Ricardo Rodríguez derrotó a Big E Langston y Zeb Colter en una lucha a tres bandas para darle a Del Rio el derecho a elegir la estipulación de su lucha ante Ziggler y Swagger en Extreme Rules, siendo esta una Ladder match. Sin embargo, Ziggler sería sacado de la lucha al sufrir una conmoción cerebral legitima, y como resultado, la estipulación se cambió a un «I Quit» match para determinar al contendiente #1 al título. En el evento del 19 de abril, Del Río ganó la lucha tras forzar a Swagger a decir "me rindo". En semanas posteriores, se enfrentaría a Big E en una serie de combates, que Del Rio ganó 3-2.
Del Rio finalmente recibió su oportunidad por el título el 16 de junio en Payback, donde él volvería a ser heel y Ziggler sería de nuevo face, tras apuntar repetida y despiadadamente a la cráneo de Ziggler después de su reciente conmoción cerebral para derrotarlo y recuperar el Campeonato Mundial Peso Pesado. Explicó más tarde que sus repetidos golpes al cráneo de Ziggler fueron de la misma manera en que este último atacó su pierna lastimada la noche en que perdió el título a raíz del maletín del MITB. El 14 de julio en Money in the Bank, derrotó a Ziggler vía descalificación reteniendo su título luego de que AJ Lee le pegara con el cinturón del Campeonato de las Divas.  La noche siguiente en Raw, derrotó a Ziggler en una revancha no titular después de una distracción de AJ Lee. A finales de julio, reanudó su feudo con Christian y en el episodio del 2 de agosto de SmackDown, después de que Christian sería el contendiente número uno al Campeonato Mundial de Peso Pesado, Del Rio lo atacó durante una entrevista en backstage. En SummerSlam el 18 de agosto, retuvo el título ante Christian con el cross armbreaker Tras eso, empezó un feudo con Rob Van Dam, durante el cual Alberto atacó a Ricardo Rodríguez, haciendo que él se uniera a Van Dam como su presentador. En el episodio del 13 de septiembre de SmackDown derrotó a Ricardo en una lucha no titular. Aunque días después en Night of Champions, perdió por descalificación ante Van Dam ya que aplico el cross ambreaker, éste toco las cuerdas del ring y Del Río no le soltó, y después de ese combate Van Dam le dio un silletazo y aplicó su movimiento final. Este ataque hizo que ambos se enfrentaran tres semanas después en Battleground en un Hardcore match, donde Del Río se llevó la victoria después de hacer rendir a Van Dam. En el Raw posterior, luego de recibir una derrota de Ricardo Rodríguez, Vickie Guerrero anunció que su oponente para Hell in a Cell sería John Cena; minutos después atacó a Ricardo. El 27 de octubre en Hell in a Cell, Del Río perdió el Campeonato Mundial de Peso Pesado ante Cena, poniendo fin a su reinado a los 133 días. Recibió su revancha por el título el 24 de noviembre en Survivor Series, pero nuevamente fue derrotado por Cena.

#### Varias rivalidades y posterior salida (2013–2014)
Luego en diciembre de 2013, Del Río se enfrentó a Sin Cara, saliendo perdedor. Tras esto, sufrió una lesión que lo dejó unas semanas inactivo. Regresaría en el primer Raw del 2014, donde finalmente se llevó una victoria sobre Sin Cara; después de ese combate, Del Río insultó a Batista (que pronto regresaría) y dijo que lo eliminaría en el Royal Rumble match para que todos hablaran de él. Luego, se encaró en varios enfrentamientos contra Rey Mysterio, hasta que en el episodio del 20 de enero de Raw, Batista aparecería para encararlo por sus burlas, y finalmente recibió el Batista Bomb. Seis días después en Royal Rumble, ingresó en la batalla real y tuvo un buen desempeño, pero fue eliminado por Batista, quien salió vencedor de la contienda. En el episodio del 3 de febrero de Raw, Del Río confrontó y finalmente agredió a Batista, lo que llevó a Batista a atacar a Del Río a través de la mesa de transmisión la semana siguiente. Antes de eso, Del Río derrotó a Dolph Ziggler en un squash. El 24 de febrero en Elimination Chamber, fue derrotado por Batista; sin embargo, él se llevaría la victoria en el Raw siguiente debido a una distracción por parte de Randy Orton, terminando oficialmente su rivalidad. En WrestleMania XXX, Del Río participó en el primer André the Giant Memorial Battle Royal e hizo una serie de eliminaciones antes de ser eliminado por Sheamus.
El 14 de abril en Raw, fue uno de los 11 luchadores que enfrentaron a Dean Ambrose, Roman Reigns y Seth Rollins de The Shield, en donde salieron victoriosos. En el episodio del 2 de mayo en SmackDown, fue parte de un Fatal 4-Way match por el Campeonato de los Estados Unidos contra Ryback, Curtis Axel y el campeón Ambrose, pero este último logró retener su título. En el episodio del 2 de junio, Del Rio derrotó a Dolph Ziggler para calificar para el combate de escaleras de Money in the Bank, que luego se convirtió en el vacante Campeonato Mundial Peso Pesado de WWE; Del Rio fracasó en su intento de descolgar los cinturones. El 1 de julio (transmitido el 4) en SmackDown, desafió a Sheamus a una lucha por el Campeonato de los Estados Unidos, pero fue derrotado. Días después en Raw, se llevó una victoria sobre Ziggler para ganar otra oportunidad al título de Sheamus, aunque perdió en un Last Man Standing esa misma semana en Main Event. En Battleground fue parte de la batalla real para definir al nuevo Campeón Intercontinental, pero fue eliminado por Dolph Ziggler. En el episodio del 5 de agosto de Main Event, Del Río fue derrotado por Jack Swagger en la que sería su última lucha en WWE. El 7 de agosto, WWE anunció que Alberto fue despedido debido a "conducta poco profesional" y a un altercado con un empleado de la empresa. Esto debido a que el empleado hizo comentarios racistas en frente de Alberto.

### Regreso a AAA (2014–2015)
El 11 de agosto de 2014, el anunciador de AAA Arturo Rivera afirmó que Del Río regresaría a la promoción en Triplemanía XXII. AAA confirmó oficialmente el regreso de Del Río más tarde ese mismo día y empezó a anunciarlo para el evento. En una conferencia de prensa el 14 de agosto, Rodríguez reconoció que la WWE tenía los derechos del nombre de Alberto Del Rio y reveló que él trabajaría para AAA bajo el nuevo nombre de "El Patrón". Rodríguez también anunció que por el momento él estaba bajo una cláusula de no competencia por 90 días, lo que le impediría luchar para AAA. Más tarde reveló también que como parte de su salida de la WWE, él tenía prohibido luchar en los Estados Unidos durante un año. En Triplemanía XXII, El Patrón y su padre Dos Caras aparecieron para abrir el show, hablando sobre su llegada a AAA y abordando el tema de la WWE, alegando que la empresa era racista. Luego fueron confrontados por el stable Los Perros del Mal. Después de que el líder de Los Perros del Mal El Hijo del Perro Aguayo atacara a Dos Caras, El Patrón atacó a todos los miembros del stable, mientras que funcionarios de AAA le recordaron su cláusula de no competencia con la WWE. El show terminó con El Patrón atacando a El Hijo del Perro Aguayo después de su victoria en el evento principal. A principios de septiembre, Rodríguez anunció que sus abogados habían resuelto sus problemas con la WWE y que él ya no estaba restringido por la cláusula de no competencia de 90 días. El 14 de septiembre, Rodríguez, ahora llamado "El Patrón Alberto", tuvo su primera lucha en AAA, haciendo equipo con Myzteziz & La Parka derrotando a Aguayo, Averno & El Texano Jr. Alberto empezaría un feudo con El Texano Jr. sobre el Megacampeonato de AAA. El 28 de noviembre, Ricardo Rodríguez debutó en AAA, convirtiéndose nuevamente en el anunciador personal de Alberto. El 7 de diciembre en Guerra de Titanes, Alberto derrotó a El Texano, Jr. para convertirse en el nuevo Megacampeón de Peso Completo de AAA. Con la victoria, Rodríguez se convirtió en el primer luchador que ganara los campeonatos mundiales de AAA y CMLL.
El 24 de mayo de 2015, Alberto se unió a Myzteziz y Rey Mysterio Jr. para formar el "Dream Team" para la Copa Mundial de Lucha Libre de AAA. El trío finalmente ganó el torneo, derrotando a Johnny Mundo, Matt Hardy y el Sr. Anderson en la final. Tuvo una rivalidad con el luchador extranjero Brian Cage, al cual le quitó la cabellera en Triplemania y logró retener su campeonato ante él. En Héroes Inmortales IX, El Patrón retuvo el Mega Campeonato ante Johnny Mundo. Existieron rumores de que Alberto había negociado su regreso a la WWE siendo que trabajaba bajo la AAA, una vez finiquitado esto, tuvo que dejar vacante el Megacampeonato para poder dejar AAA y reintegrarse a la WWE.

### Circuito Independiente (2014-2015)
El 1 de noviembre de 2014, Rodríguez, trabajando bajo el nombre de Alberto, hizo su debut para la promoción de lucha libre japonesa WRESTLE-1, derrotando a Masakatsu Funaki.
El 15 de noviembre de 2014, Rodríguez hizo una aparición sorpresa en el show House de Hardcore VII de Tommy Dreamer, donde realizó una promo expresando su alegría de estar en la ECW Arena por primera vez. Rodríguez entonces lucharía contra un ataque de Brian Myers.
El 11 de diciembre de 2014, Ring of Honor (ROH) anunció que Rodríguez, anunciado como Alberto el Patrón, había firmado para hacer su debut para la promoción el 3 de enero de 2015. Derrotó a Christopher Daniels en su partido de debut. Durante la gira de ROH Winter Warriors del 30 al 31 de enero, El Patrón derrotó a ACH y Roderick Strong. El 1 de marzo de 2015, en ROH 13th Anniversary Show, El Patrón desafió sin éxito a Jay Lethal por el Campeonato Mundial de Televisión de ROH.
El 6 de enero de 2015, participó en un Triple Threat Match por el Campeonato Mundial de WWL contra Ricky Banderas, el Mesías y The Glamour Boy en Guerra de Reyes, ganando y coronándose como Campeón Mundial de WWL. En agosto del 2015 del Río estuvo de Gira en Sudamérica, luchando contra Rey Mysterio en las ciudades de La Paz y Sucre en Bolivia. El título quedó vacante el 19 de septiembre de 2015, luego de una controversia durante una defensa contra Ricky Banderas. 

### Lucha Underground (2015)
En enero de 2015, Rodríguez firmó con la serie de El Rey Network, Lucha Underground debutando como Alberto El Patrón en el episodio transmitido el 4 de febrero, teniendo una aparición sorpresiva, pero no sería sino hasta el episodio del 11 de febrero donde haría su debut de manera oficial hablando en el ring sobre su futuro en la promoción, sin embargo terminó siendo atacado por su rival de AAA, Texano con quien continuó su rivalidad proveniente desde México. Esto los llevó a una lucha en el episodio del 25 de marzo donde Alberto defendió exitosamente el Megacampeonato de AAA contra Texano en un Bullrope match. En la edición del 6 de mayo de Lucha Underground venció a Johnny Mundo para convertirse en el contendiente N.º 1 por el campeonato de Lucha Underground. Sin embargo, el 13 de mayo de 2015, Alberto fue derrotado por Hernández luego de que Mundo lo arrojara contra una ventana, perdiendo su oportunidad. Luego, Alberto y Mundo se pelearon hasta Última Lucha, donde Mundo derrotó a Alberto después de una interferencia de Melina, la novia de Mundo.

### World Wrestling Council / WWC (2014–2015, 2016)
El 24 de agosto de 2014, el World Wrestling Council comenzó una historia transmitiendo un segmento detrás del escenario donde el mánager de heel, Juan Manuel Ortega, habló por teléfono con alguien identificado solo como "patrón" y se refirió a una reunión celebrada anteriormente en WrestleMania XXX. La semana siguiente presentó un segmento en el que el gerente recogió a Ricardo Rodríguez del Aeropuerto Internacional Luis Muñoz Marín y condujo hasta un club de golf donde Ray González Sr. estaba jugando una ronda. Allí se reveló que el ex locutor del ring de la WWE había sido enviado en nombre de El Patrón, dando una señal de falta de respeto como un "mensaje personal" antes de huir de la escena. La semana siguiente se confirmó un combate entre ambos para Septiembre Negro, donde González Sr. derrotó y lesionó a Rodríguez e inmediatamente desafió a El Patrón a un combate en el WWC. El 24 de septiembre de 2014, la historia con Rodríguez continuó, cuando fue representado llamando a Ortega para confirmar la presencia de El Patrón en Aniversario. Sin embargo, después de ser anunciado, no pudo aparecer y la historia se desvió, con Hernández reemplazándolo en Aniversario. 
El 7 de noviembre de 2015, WWC retomó el ángulo con El Patrón, comenzando con un segmento en el que agredió al hijo de Ray González, El Hijo de Ray González, durante una sesión de entrenamiento en Texas Wrestling Academy en represalia por la lesión que su padre le infligió a Rodríguez. Al día siguiente, Ray González Sr. desafió a El Patrón a un partido.  El 5 de diciembre de 2015, González Sr. derrotó a El Patrón por descalificación en el evento de cierre de temporada de la WWC, Lockout. El 15 de octubre de 2016, El Patrón regresó al World Wrestling Council (WWC) en la segunda noche del evento anual Aniversario de WWC, donde se enfrentó a Ray Gonzalez en un combate "Jaula de la Muerte".

### Regreso a WWE (2015–2016)

#### 2015

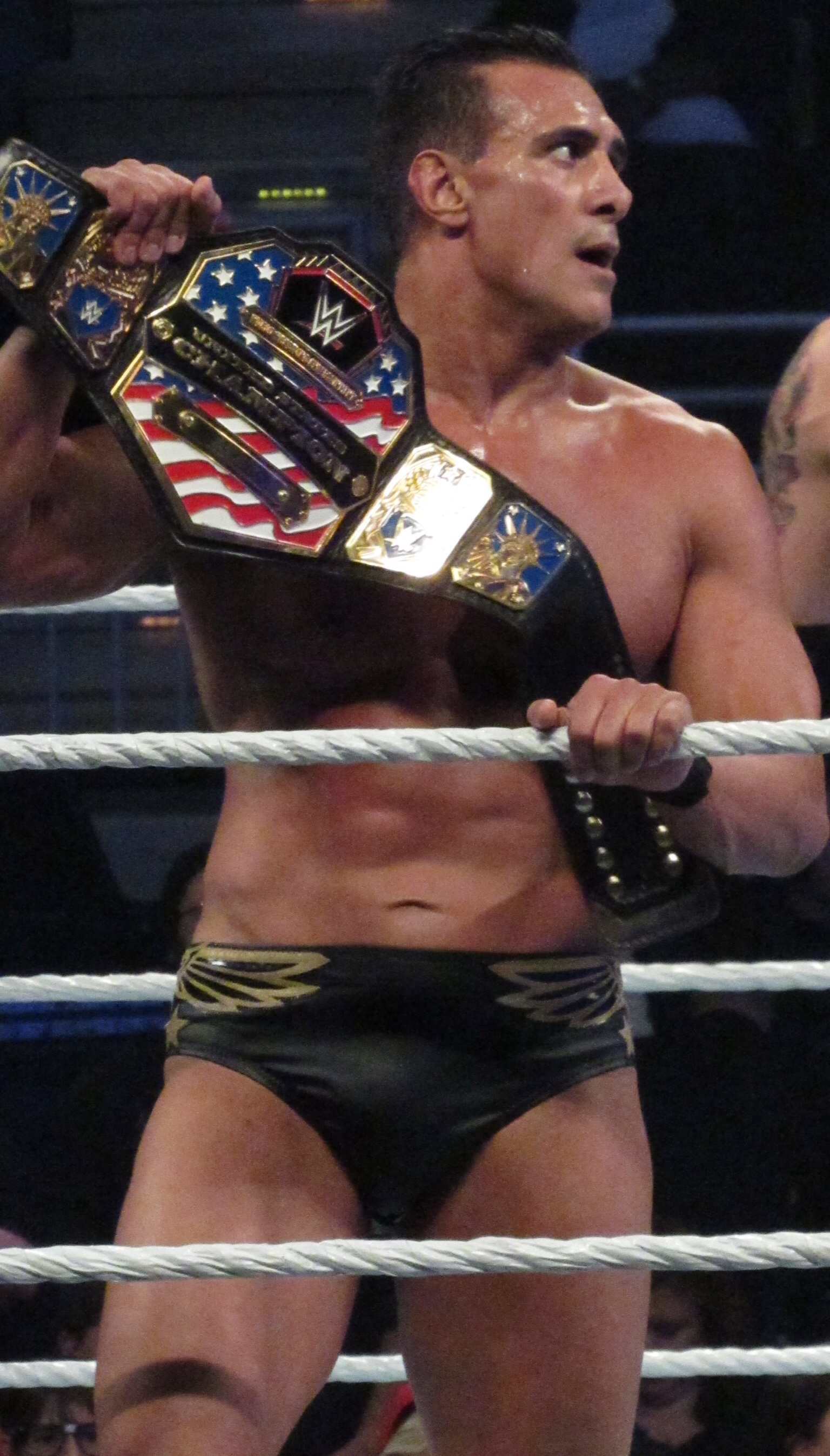
Tan pronto hizo su regreso en Hell in a Cell, Del Río llegó a ser Campeón de los Estados Unidos.

Rodríguez hizo su regreso a WWE el 25 de octubre de 2015 como heel en el evento Hell in a Cell junto con Zeb Colter como su nuevo mánager, respondiendo al reto abierto de John Cena por el Campeonato de los Estados Unidos, ganando dicho título en esa misma noche. La noche siguiente en Raw, Del Río calificó para un Fatal 4-Way match al derrotar a Neville por una oportunidad para ser el contendiente #1 al Campeonato Mundial Peso Pesado de WWE, lucha que se haría esa misma noche. Se enfrentó a Dolph Ziggler, Kevin Owens y Roman Reigns, siendo este último quien ganara el combate. En este periodo, comenzó a hacer promos sobre Mexamérica, una unión entre los pueblos mexicano y estadounidense, incluso cambiando extraoficialmente el nombre de su título al de «Campeonato MexAmerican» en referencia a su amistad con Colter, empezando un feudo con Jack Swagger. En el episodio del 5 de noviembre de SmackDown, Del Río atacó a Neville siendo este salvado por Swagger. Debido a la lesión de Seth Rollins que dejaría vacante Campeonato Mundial Peso Pesado de la WWE el feudo fue suspendido temporalmente participando Alberto en un torneo para ser el contendiente al título de WWE, llevándose victorias sobre Stardust en la primera ronda, y Kalisto en los cuartos de final; se pactó que la semifinal sería ante Roman Reigns en Survivor Series en donde terminaría siendo derrotado por Reigns. 
En el episodio del 30 de noviembre de 2015 en Raw, Del Rio se unió al grupo The League of Nations con Sheamus, King Barrett y Rusev, y debido al fracasó de Mexamérica, dejaría a Colter a un lado. Después de retener éxitosamente el Campeonato de los Estados Unidos contra Jack Swagger en un Chairs match en TLC: Tables, Ladders & Chairs, reavivó su feudo con John Cena; después de que este último regresara el 28 de diciembre, y ambos se enfrentaron en una lucha titular que ganó Del Río. Sin embargo, el feudo se suspendió a raíz de una lesión en el hombro de Cena.

#### 2016
En el episodio del 11 de enero de 2016 de Raw, Del Rio perdió el título ante Kalisto tras 78 días de reinado, aunque lo recuperó esa misma semana en SmackDown, pero luego perderlo nuevamente ante Kalisto en Royal Rumble. Después de anotar tres victorias en parejas sobre Kalisto y su compañero Sin Cara, exigió un 2-out-of-3 Falls match por el Campeonato de los Estados Unidos en Fastlane, que Del Rio luego perdió 1–2. La noche siguiente en Raw, Del Río y Rusev se enfrentaron a The New Day, pero fueron derrotados. En WrestleMania 32, Del Río fue parte de una lucha de seis hombres junto con sus compañeros de League of Nations, Sheamus y Rusev, contra The New Day, donde su equipo ganó cuando Sheamus cubrió a Xavier Woods. Después, en el episodio del 4 de abril de Raw, League of Nations fue debilitándose cuando Sheamus y King Barrett fracasaron contra The New Day por el Campeonato en Parejas de WWE después de que Kofi Kingston cubriera a Barrett, y después del combate, Del Río y sus compañeros atacaron a Barrett sacándolo de la agrupación al ser el "eslabón débil", pero momentos después, fueron atacados por The Wyatt Family. En el episodio del 28 de abril de SmackDown, en medio de una lucha de equipos contra Kalisto, Cesaro y Sami Zayn, el grupo se disolvió totalmente cuando Del Río se preparaba para atacar a Zayn, y Rusev le dio la palmada de relevó al estar cerca mientras todavía estaba apto para seguir con el combate, formando una riña entre los dos, para luego terminar por abandonarlo a él y a Sheamus. Posteriormente, ellos dos también tendrían un pequeño enfrentamiento antes de abandonar el ring cada uno y darle la victoria a los faces por conteo fuera.
En el episodio del 2 de mayo de Raw, Del Rio participó en una batalla real para determinar el contendiente #1 por el Campeonato de los Estados Unidos de Kalisto, pero fue eliminado por Zack Ryder. No obstante, logró desquitarse con Ryder tras vencerlo en el episodio del 26 de mayo de SmackDown, para clasificarse para el Money in the Bank Ladder match. En Money in the Bank, Del Rio no tuvo éxito ya que Dean Ambrose fue el vencedor de la contienda. Debido al Draft del 19 de julio, Del Rio fue reclutado para la marca SmackDown. En el episodio del 26 de julio de SmackDown Live, Del Rio participó en una batalla real de 16 hombres para determinar quién avanzaría en un torneo de contendientes número uno por el Campeonato Mundial de WWE, pero finalmente no tuvo éxito en el combate. En el episodio del 9 de agosto de SmackDown, perdió una lucha por descalificación contra Randy Orton después de que Del Río le atacara con una silla. Una semana después, fue derrotado por John Cena en lo que fue su última lucha en WWE. 
El 18 de agosto, Del Río fue suspendido por treinta días por su primera violación de la política de bienestar de WWE. El 30 de agosto, fue informado que WWE y Rodríguez habían llegado a los términos en su salida de la empresa. Al parecer, Rodríguez era infeliz con WWE, alegando que le habían dado promesas vacías, incluyendo un empuje principal del evento, cuando hizo su regreso en octubre de 2015. El 9 de septiembre fue liberado oficialmente de su contrato con la empresa.

### Regreso al circuito independiente (2016–presente)
Luego de su segunda salida de la WWE, Rodríguez comenzaría a tomar reservas en el circuito independiente, volviendo a su nombre de anillo de Alberto El Patrón. Dijo que no quería firmar con ninguna promoción y que se limitaría a 60 citas por año durante los próximos dos años antes de retirarse de la lucha libre profesional. Rodríguez estaba programado para regresar a AAA el 2 de octubre en Héroes Inmortales X, pero terminó sin presentarse al evento. Al día siguiente, Rodríguez denunció que había sido agredido por un "delincuente con cuchillo" en un restaurante antes del hecho, sufriendo múltiples laceraciones en el brazo y otras partes del cuerpo. 
El Patrón hizo varias apariciones para la promoción What Culture Pro Wrestling (WCPW), poniendo fin a la carrera de Big Damo en WCPW en su primer combate antes de desafiar sin éxito a los campeonatos de equipos de etiqueta y de Internet de WCPW. Se vio obligado a perderse el PPV "Delete WCPW" el 30 de noviembre de 2016, debido a problemas de vuelo pero estaba en la grabación del episodio "Loaded" al día siguiente, derrotando a Johnny Mundo. 
El Patrón hizo varias apariciones para la promoción de la Asociación Mundial de Lucha Libre (WAW), El Patrón derrotó a Robbie Dynamite vía pinfall, luego El Patrón derrotó a Chris Masters en el mismo evento y ganó el Campeonato Mundial Peso Pesado Undisputed de WAW.
En junio de 2019, anunció que fundaría su propia promoción de Lucha Libre, llamada Nación Lucha Libre, teniendo su primera función el 11 de julio de 2019, en ese evento, junto con El Hijo del Fantasma y LA Park derrotaron a Apolo, El Mesías & MVP. Nación Lucha Libre cerró el 8 de enero de 2020. 

### Impact Wrestling (2017–2018)
El 9 de marzo en Impact Wrestling, Alberto debutó en Impact con el nombre de Alberto El Patrón, retando a Lashley por el Campeonato Mundial Pesado de Impact. Esa misma noche, derrotó a Lashley ganando el título. Sin embargo, debido a la forma en que terminó la lucha, se devolvió el título a Lashley. El 22 de abril en Impact Wrestling, derrotó a Magnus ganando el Campeonato Global de la GFW. Tras esto, comenzó una dura rivalidad con Lashley. Posteriormente, se pactó una lucha para Slammiversary entre Alberto y Lashley donde los títulos de ambos estaban en juego. En Slammiversary XV, Alberto derrotó a Lashley, unificando el Campeonato Global de la GFW con el Campeonato Mundial Peso Pesado de Impact. En el Impact del 6 de julio, se le conoció como el "Campeón Unificado" y el "Campeón Mundial Unificado". En el evento principal, El Patrón fue derrotado por Lashley por descalificación luego de la interferencia de LAX, diciendo que él era el nuevo miembro de la facción. 
Sin embargo, en el episodio del 13 de julio de Impact, El Patrón se negó a unirse a LAX y los derrotó en un combate por equipos con Lashley. En el episodio del 20 de julio de Impact, después de que LAX tomara como rehén a la familia de El Patrón, El Patrón se puso su camiseta. Los atacó poco después. Esto llevó a una lucha de handicap entre El Patrón y LAX en el episodio del 27 de julio de Impact, que ganó. Después del combate, fue atacado por los otros miembros de LAX, pero fue salvado por Dos Caras y El Hijo de Dos Caras. La semana siguiente, The Patron Family fue derrotado por LAX después de una interferencia del miembro más nuevo de LAX, Low Ki. El Patrón fue programado para defender su Campeonato Mundial de peso pesado GFW Unificado contra Low Ki en Destination X. El 12 de julio de 2017, GFW suspendió a El Patrón debido a un problema personal de violencia doméstica con su novia de la vida real Paige. Como resultado de la suspensión, el 14 de agosto fue despojado del Campeonato Mundial Peso Pesado Unificado GFW. El 5 de noviembre de 2017, en Bound for Glory, El Patrón regresó de la suspensión, alegando que todos son "un perdedor y un traidor" e incluso yendo tan lejos como para enfrentar a Jeremy Borash, dando media vuelta en el proceso. Más tarde esa noche, interrumpió el evento principal atacando a Johnny Impact y Eli Drake. El Patrón fue liberado de impacto el 7 de abril de 2018 después legítimamente sin mostrar la Lucha Underground vs Impact Wrestling evento en Nueva Orleans la noche anterior.

### Tercera etapa en AAA (2018, 2023–2025)
En 2018, se anunció que Alberto regresaría a Triplemanía XXVI, enfrentándose a un misterioso oponente. Sin embargo, durante una conferencia de prensa el 21 de agosto, AAA no mencionó el combate de El Patrón como parte de la cartelera final. El luchador explicó que no aparecería ya que tuvo una discusión con Dorian Roldán por el dinero y no le encontraron oponente. Roldán dijo que Alberto no tuvo comunicación con la promoción, por lo que no lo incluyeron en la cartelera final.
El 19 de marzo de 2023, Alberto El Patrón regresó a AAA para el torneo Lucha Libre World Cup, formando parte del Team Dream junto con El Hijo del Vikingo y Psycho Clown. Su lucha contra Latinoamérica (Carlito, Hip Hop Man & Zumbi) en los cuartos de final terminaría en empate, lo que haría que el propio Alberto derrotara a Carlito en una lucha individual, pero cayeron ante Team USA (Christopher Daniels, Johnny Caballero & Sam Adonis) en las semifinales. 
El 16 de abril de 2023 en el evento Triplemanía XXXI de Monterrey, formó equipo con Pentagón Jr. para enfrentarse a Psycho Clown y Sam Adonis, llevándose la victoria. En Verano de Escándalo el 21 de julio, junto con Vikingo y Clown, se enfrentaron a Adonis, Gringo Loco & Cibernético en un combate de revelos australianos sin descalificaciones. Tres meses más tarde, en Héroes Inmortales el 1 de octubre, él y Octagón Jr. fueron derrotados por Adonis y QT Marshall.
Un año después en 2024, nuevamente tuvo un combate en un Triplemanía (también celebrado en Monterrey, el 27 de abril) y en esta ocasión enfrentó a su antiguo rival en WWE, Dolph Ziggler, que ahora luchaba bajo su nombre real, en Triplemanía XXXII por el Megacampeonato de AAA que estaba vacante, pero fue derrotado. Pero dos meses después en el evento de la Ciudad de México celebrado el 17 de agosto, Alberto logró arrebatarle el título a Nemeth, ganándolo por segunda vez en su carrera. Perdió el Mega Campeonato de AAA ante El Hijo del Vikingo en el evento Alianzas 2025. Tras perder en una revancha titular ante El Vikingo, fue obligado a abandonar la promoción.

## Carrera como artista marcial mixto
Después de hacer su debut en la lucha libre profesional en 2000, decidió probar suerte en las artes marciales mixtas, convirtiéndose en el primer luchador de su país en incursionar en ambas disciplinas. Alberto, bajo el nombre de Dos Caras Jr., se enfrentó más notablemente a Mirko Cro Cop Filipović en la promoción japonesa Pride Fighting Championship, perdiendo por nocaut en el primer asalto. Antes de esa pelea, había trabajado en Deep entre 2001 y 2003 con el mismo nombre, donde acumuló una marca de 3-2.
El 11 de octubre de 2016 fue nombrado presidente de la promoción Combate Américas.  La presidencia era un papel de figura decorativa, donde Rodríguez no tenía ningún poder real en la empresa y estaba principalmente a cargo de promover la marca en los medios mexicanos. Rodríguez dejó el cargo el 20 de julio de 2017 para concentrarse en su carrera de lucha libre profesional.
Sin embargo, para el 9 de julio de 2019, se anunció que Rodríguez regresaría a la competencia de artes marciales mixtas por primera vez desde 2010 para enfrentarse al miembro del Salón de la Fama de UFC y ex campeón de peso semipesado Tito Ortiz. El evento, que se disputó con un peso pactado de 210 libras, tuvo lugar en Hidalgo, Texas, el 7 de diciembre de 2019. Rodríguez perdió la pelea por sumisión en el primer asalto.
El 26 de junio del 2021 anuncia oficialmente que está retirado de las artes marciales mixtas por el momento y que pronto debutará su propia compañía de lucha libre.

### Comentarista en UFC
En marzo de 2022, se informó que Rodríguez había firmado con Ultimate Fighting Championship (UFC) como comentarista en español. Debutó para la promoción el 19 de marzo en su evento UFC Fight Night: Volkov vs. Aspinall.

### Récord en artes marciales mixtas
| Registro profesional | Registro profesional | Registro profesional |
| 15 peleas            | 9 victorias          | 6 derrotas           |
| -------------------- | -------------------- | -------------------- |
| Nocaut               | 3                    | 2                    |
| Sumisión             | 6                    | 2                    |
| Decisión             | 0                    | 1                    |
| Descalificación      | 0                    | 1                    |

| Resultado | Registro | Oponente          | Método                         | Evento                                | Fecha                    | Ronda | Tiempo | Localización     | Notas |
| --------- | -------- | ----------------- | ------------------------------ | ------------------------------------- | ------------------------ | ----- | ------ | ---------------- | ----- |
| Derrota   | 9–6      | Tito Ortiz        | Sumisión (rear-naked choke)    | Combate Americas 51: Tito vs. Alberto | 7 de diciembre de 2019   | 1     | 3:10   | McAllen          |       |
| Derrota   | 9–5      | Yamamato Hanshi   | TKO (golpes)                   | Cage of Combat 4                      | 27 de febrero de 2010    | 2     | 2:47   | Madrid           |       |
| Victoria  | 9–4      | Arthur Bart       | KO (patada a la cabeza)        | Cage of Combat 3                      | 13 de febrero de 2010    | 1     | 3:51   | Torreón          |       |
| Victoria  | 8–4      | Toshiyuki Moriya  | Sumisión (neck crank)          | Cage of Combat 1                      | 26 de diciembre de 2009  | 1     | 3:17   | Veracruz         |       |
| Victoria  | 7–4      | Ignacio Laguna    | Sumisión (rear-naked choke)    | Berkman MMA Promotions I              | 15 de diciembre de 2008  | 2     | 2:36   | Ciudad de México |       |
| Victoria  | 6–4      | Hato Kiyoshi      | Sumisión (rear-naked choke)    | MMA Xtreme 17                         | 15 de diciembre de 2007  | 2     | 2:31   | Honduras         |       |
| Victoria  | 5–4      | João Tua          | Sumisión (guillotine choke)    | MMA Xtreme 14                         | 13 de octubre de 2007    | 1     | 2:41   | Honduras         |       |
| Victoria  | 4–4      | George King       | Sumisión (rear-naked choke)    | VFX: México                           | 27 de mayo de 2007       | 1     | 6:09   | Tláhuac          |       |
| Derrota   | 3–4      | Kazuhiro Nakamura | Decisión (unánime)             | PRIDE 27                              | 1 de febrero de 2004     | 3     | 5:00   | Osaka            |       |
| Derrota   | 3–3      | Mirko Filipović   | KO (patada a la cabeza)        | PRIDE Bushido 1                       | 5 de octubre de 2003     | 1     | 0:46   | Saitama          |       |
| Victoria  | 3–2      | Brad Kohler       | Sumisión (lesión en el hombro) | Deep: 12th Impact                     | 15 de septiembre de 2003 | 1     | 1:25   | Tokio            |       |
| Derrota   | 2–2      | Hiroyuki Ito      | Descalificación                | Deep: 9th Impact                      | 5 de mayo de 2003        | 1     | 3:21   | Tokio            |       |
| Victoria  | 2–1      | Tatsuaki Nakano   | Sumisión (rear-naked choke)    | Deep: 6th Impact                      | 7 de septiembre de 2002  | 1     | 4:05   | Tokio            |       |
| Derrota   | 1–1      | Kengo Watanabe    | Sumisión (rear-naked choke)    | Deep: 4th Impact                      | 30 de marzo de 2002      | 2     | 3:52   | Nagoya           |       |
| Victoria  | 1–0      | Kengo Watanabe    | KO (slam)                      | Deep: 2nd Impact                      | 18 de agosto de 2001     | 1     | 0:50   | Yokohama         |       |

## Carrera como promotor
En una entrevista con Miguel Pérez de Planeta Wrestling, Alberto desveló que su idea es seguir como luchador en activo, pero también comenzar como promotor de eventos de lucha libre. Se anunció el regreso de Nación Lucha Libre a televisión y la realización de shows en ciudades como San Antonio o Las Vegas.

## Vida personal
De 2011 a 2016, Rodríguez estuvo casado con Ángela Velkei (quien fallecería en 2022 debido a problemas de salud), y tuvieron tres hijos; la pareja se divorció debido a una supuesta infidelidad del luchador. Previamente, Alberto compartió un vídeo en el que pedía múltiples donaciones de sangre para salvar la vida de su exesposa que estaba internada en el Hospital San José de Naucalpan de Juárez. Mantuvo una relación sentimental con la también luchadora profesional Saraya-Jade Bevis (Paige) desde octubre de 2016, separándose a principios de 2018. No obstante, durante una entrevista, Rodríguez amenazó con exponer a Saraya por arrestos anteriores y también hizo denuncias de violencia doméstica en su contra.
Es un confeso aficionado del Club Deportivo Toluca

### Problemas legales
El 10 de mayo de 2020 se informó que Rodríguez fue arrestado el 9 de mayo en San Antonio; luego de presuntamente agredir sexualmente a una mujer y amenazar con dejar a su hijo en medio de la carretera. Según la denuncia penal, Rodríguez presuntamente agredió y causó lesiones a una mujer el 3 de mayo, y que también rompió su teléfono y computadora portátil y había intentado quemar su pasaporte. La víctima también alega que Rodríguez la llevó escaleras abajo, la obligó a desnudarse y bailar para él y procedió a agredirla sexualmente. La víctima afirma que mientras Rodríguez estaba en el proceso de agredirla sexualmente, Rodríguez le metió un calcetín en la boca y la estranguló para mantenerla callada y la golpeó varias veces en la cabeza con los puños. Luego de esto, Rodríguez le dijo que no lo contara o se llevaría a su hijo y lo dejaría en medio de la calle en algún lugar. Se emitió orden judicial y se notificó a Rodríguez 'Cárcel del condado de Bexar , donde fue acusado de un cargo de agresión sexual y un cargo de agresión que causó daños corporales. 
Rodríguez fue posteriormente liberado con una fianza de 50.000 dólares aproximadamente a las 3:30 a. m. del 10 de mayo, y espera la fecha del juicio. Podría ser liberado de todos sus cargos después de la confesión de su expareja de que todo había sido inventado, lo que finalmente fue liberado de todos los cargos el 10 de diciembre del 2021, declarándole inocente a Rodríguez.

## Campeonatos y logros

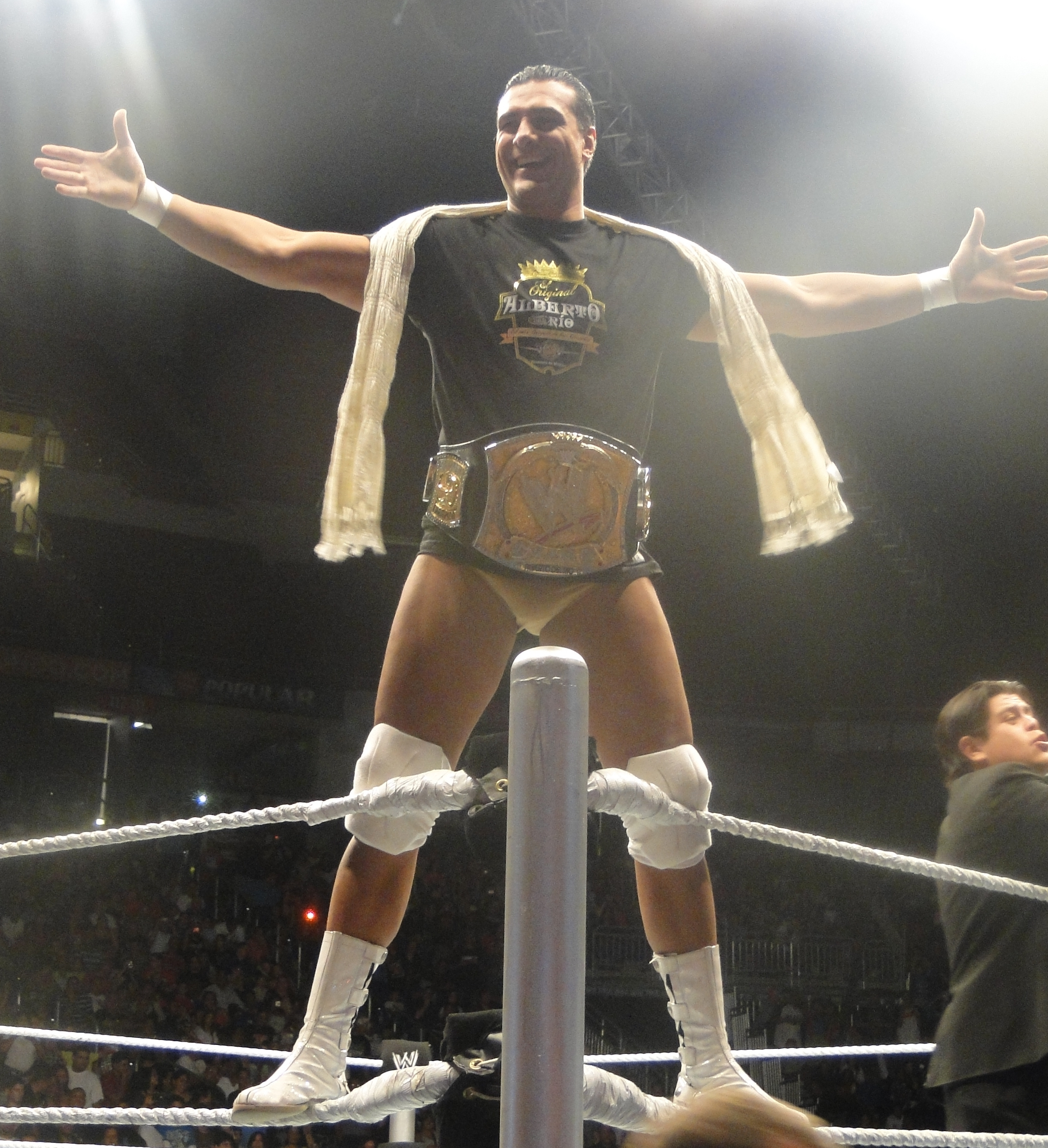
Del Río como Campeón de la WWE durante su primer reinado.

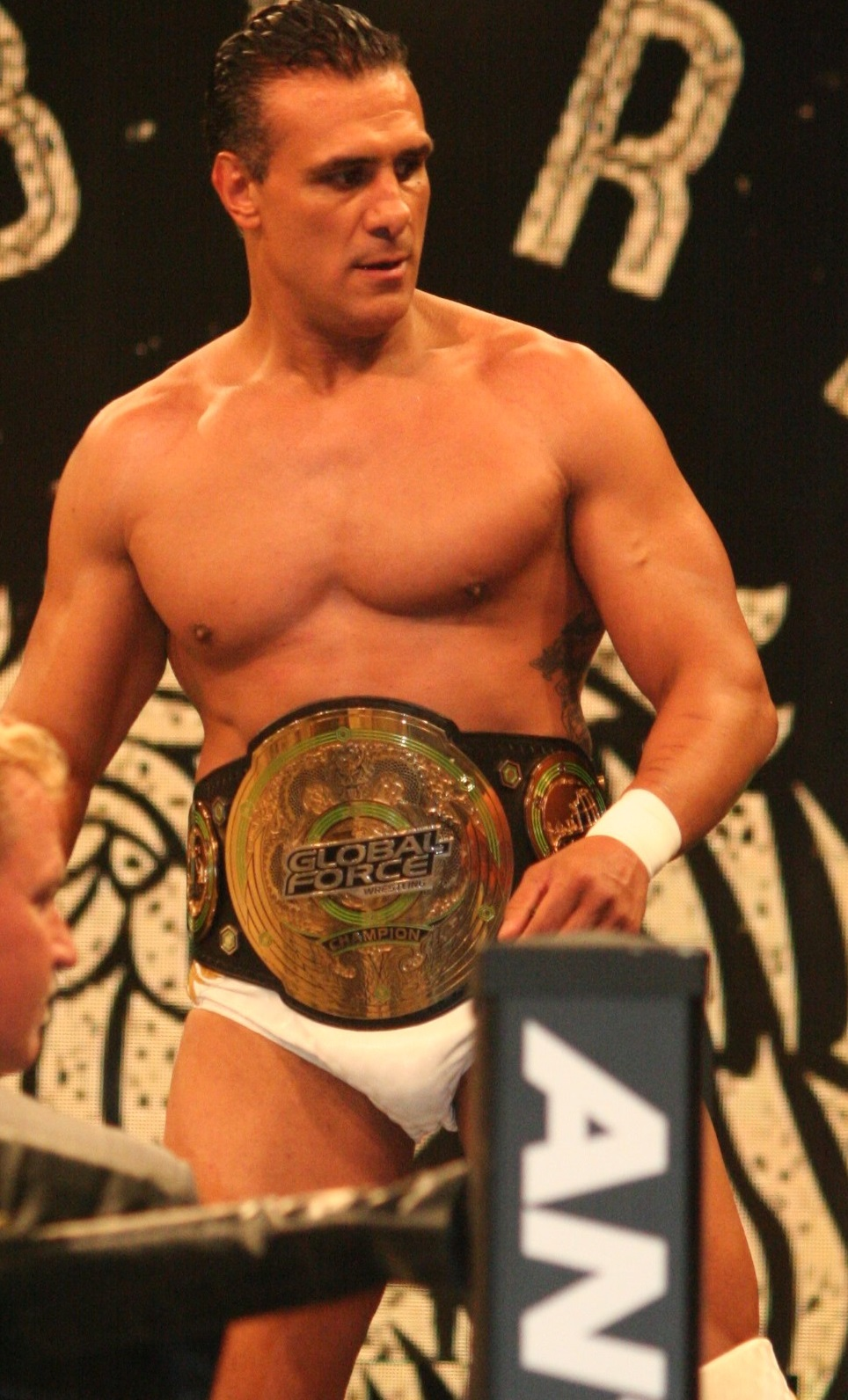
Alberto como Campeón Global de la GFW.

### Lucha libre amateur
- Juegos Centroamericanos y del Caribe
  - Primer Lugar (3 veces)
- Campeonato Mundial Júnior
  - Oro (1997)

### Lucha libre profesional
- Asistencia Asesoría y Administración/AAA
  - Megacampeonato de AAA (2 veces)
  - Copa Mundial de Lucha Libre (2015)  - junto a Rey Mysterio Jr y Myzteziz
  - Técnico del año (2014)

- Consejo Mundial de Lucha Libre/CMLL
  - Campeonato Mundial de Peso Completo del CMLL (1 vez)

- Global Force Wrestling/GFW Impact Wrestling
  - TNA World Heavyweight Championship/Impact Global Championship (1 vez) — Reinado como Unified GFW World Heavyweight Championship
  - GFW Global Championship (1 vez, último)

- World Wrestling Entertainment/WWE
  - WWE Championship (2 veces)
  - World Heavyweight Championship (2 veces)
  - WWE United States Championship (2 veces)
  - Royal Rumble (2011)
  - Money in the Bank (2011)

- Big League Wrestling
  - BLW World Heavyweight Championship (1 vez)[67][68]

- New Generation Championship Wrestling
  - NGCW Heavyweight Championship (1 vez, actual)[69]

- Qatar Pro Wrestling
  - QPW World Championship (1 vez, actual)[70]

- World Association of Wrestling
  - WAW Undisputed World Heavyweight Championship (1 vez)[71]

- World Wrestling League
  - WWL World Heavyweight Championship (1 vez)

- Pro Wrestling Illustrated
  - Situado en el N.º 160 en los PWI 500 del 2005[72]
  - Situado en el N.º 45 en los PWI 500 del 2006[73]
  - Situado en el N.º 115 en los PWI 500 del 2007[74]
  - Situado en el N.º 73 en los PWI 500 del 2008.[75]
  - Situado en el N.º 88 en los PWI 500 del 2009
  - Situado en el N.º 83 en los PWI 500 de 2010.[76]
  - Situado en el N.º 6 en los PWI 500 de 2011[77]
  - Situado en el N.º 10 en los PWI 500 de 2012.[78]
  - Situado en el N.º 8 en los PWI 500 de 2013.[57]
  - Situado en el N.º 22 en los PWI 500 de 2014.
  - Situado en el N.º 9 en los PWI 500 de 2015.
- Wrestling Observer Newsletter
  - Mejor personaje - 2010, Mexicano de sangre real